# Лесняки (Волынская область)
Лесняки (укр. Лісняки) — село в Смидинской сельской общине Ковельского района Волынской области Украины.
До 2020 года входило в Старовыжевский район.
Код КОАТУУ — 0725085002. Население по переписи 2001 года составляет 272 человека. Почтовый индекс — 44453. Телефонный код — 3346. Занимает площадь 1,18 км².